# 파리의 연인
《파리의 연인》은 2004년 6월 12일부터 2004년 8월 15일까지 방영한 SBS 주말 특별기획 드라마로, 최고 시청률 57.6%, 평균 시청률 41.1%, 대한민국 역대 드라마 시청률 11위를 기록한 한국 최고의 인기 드라마였으며, 굵직한 명대사들로 유명했다.

## 등장인물

### 주요 인물
- 박신양 : 한기주 역 (아역 : 주민수)
- 김정은 : 강태영 역
- 이동건 : 윤수혁 역 (아역 : 이지민) - 한기주의 조카

### 한기주의 주변인물
- 김성원 : 한성훈(70대 초반) 역 - 제일그룹 회장, 기주의 아버지, 수혁의 외할아버지
- 정애리 : 한기혜(49세) 역 - 한 회장의 딸, 기주의 누나, 수혁의 어머니 최원재의 아내
- 박영지 : 최원재(50대 후반) 역 - GD자동차 재무이사, 한기혜의 남편

수혁을 도와 기주의 몰락에 앞장 서는 인물
- 김서형 : 백승경(31세) 역 - 기주의 전처, CSV 본부장
- 오주은 : 문윤아(26세) 역 - 기주의 약혼상대, 태영의 고등학교 동창
- 윤영준 : 김승준 역 - 기주의 대학후배이자 비서

### 강태영의 주변인물
- 성동일 : 강필보 역 - 태영의 작은아버지
- 김영찬 : 강건 역 - 태영의 사촌동생
- 조은지 : 이양미(24세) 역 - 태영의 친한동생

### 그 외 인물
- 김상순 : 문 의원 역 - 문윤아의 아버지
- 서권순 : 조미자 역 - 문윤아의 어머니
- 김형범 : 종근 역 - Bar 사장
- 이세창 : 박정학 역 - J모터스 이사, 기주의 친구
- 김선화 : 집주인 역
- 김태영 : 부동산 앞에서 전화통화하는 남자 역
- 민병애 : 태영이 전에 살던 집의 집주인 역
- 김유철 : 태영 아버지의 카메라를 가져간 남자 역
- 이승형 : GD자동차 본사 직원 역
- 운기호 : 자동차 딜러 역
- 김민조
- 김동균 : GD자동차 사보팀 박성호 팀장 역 - 옷에 쥬스 묻은 여자의 애인
- 장은비 : 옷에 주스가 묻은 여자 역 - 박성호 팀장의 애인
- 현숙희 : 태영을 애기엄마라고 부르는 여자 역
- 박지선
- 김영선 : 김창렬 이사 역 - GD자동차 이사
- 김창봉 : 박 전무 역 - GD자동차 전무
- 유형관 : 강필보를 고소한 남자 역
- 최은석 : 형사 역
- 박규점 : 김 변호사 역
- 김가연 : 가영 역 - 양미의 상사, CSV 직원
- 한동환 : 수혁과 싸운 남자 역
- 박우찬 : 수혁과 싸운 남자 역
- 김혜진 : 여직원 역
- 원종례 : 기주네 집 가정부 역
- 신현창 : 남직원 역
- 임미경 : 옥주 역 - GD자동차 사보팀 직원
- 이숙 : 세차장 직원 역
- 남승민 : 세차장 직원 역
- 김혜진 : 점원 역
- 김동성 : 사회자 역
- 유승민 : 기자 역
- 김재길 : 기자 역
- 안민영 : 기자 역
- 심현섭 : 현욱 역 - CSV 교육생
- 강보라 : 종업원 역
- 김태영 : 바이어 역
- 송희아 : 사장 비서 역
- 고우정 : 자동차 딜러 역
- 최재호 : 차 팀장 - GD자동차 디자인팀 팀장
- 현진 : 용재 역 - GD자동차 디자인팀 직원
- 김애란 : 희진 역 - GD자동차 디자인팀 직원
- 김용현 : 최 비서 역
- 최서윤 : 여비서 역
- 류성걸 : 버스기사 역
- 김경란 : 버스에 탄 할머니 역
- 이명숙 : 태영에게 맞춰주라는 여자 역
- 성인자
- 김선달 : 태영에게 맞춰주라는 남자 역
- 박재현 : 태영에게 나이트클럽 명함 준 남자 역
- 김광인 : 주얼리 매장 직원 역
- 최낙천 : 은행장 역
- 맹봉학 : 비디오가게 사장 역
- 이일섭 : 사장 역
- 정지순 : 기자 역
- 이정성 : 임시주주총회 진행자 역
- 문영미 : 좌판아줌마 역
- 공재원 : 택배 직원 역
- 김민채 : 화장품 매장 직원 역
- 박하늘 : 한기혜에게 꽃을 대신 주는 여자아이 역
- 윤진서 : 자전거 고장난 여자 역
- 김문학
- 정나온
- 성우진
- 여호민
- 이승민
- 황보라
- 박은석
- 권소현
- 김은경
- 박정선

### 특별출연
- 김청 : 태영의 고등학교 선배 역 - 보디에사장의 부인

## 명대사
- 한기주

| “ | 애기야 가자 | ” |

| “ | 저 남자가 내 사람이다. 저 남자가 내 애인이다 왜 말을 못하냐고! | ” |

- 윤수혁

| “ | 이 안에 너 있다. 니 마음 속에 누가 있는지 몰라도 | ” |

## OST
- 조성모 - 너의 곁으로, 너 하나만
- 채은정 - Romantic Love

## 수상 경력
- 2004년 SBS 연기대상 10대 스타상, 대상 - 박신양, 김정은
- 2004년 SBS 연기대상 특별기획부문 남자 연기상 - 이동건
- 2004년 SBS 연기대상 아역상 - 김영찬
- 2004년 m.net kmtv 뮤직페스티벌 최우수 OST상 - 조성모
- 2005년 제41회 백상예술대상 TV부문 대상 - 파리의 연인
- 2005년 제41회 백상예술대상 TV부문 극본상 - 김은숙, 강은정
- 2005년 제41회 백상예술대상 TV부문 인기상 - 이동건
- 2005년 제41회 백상예술대상 TV부문 여자 최우수연기상 - 김정은
- 2005년 아시아 TV상 최우수 드라마상 - 파리의 연인
- 2005년 아시아 TV상 최우수 연기상 - 김정은
- 2005년 제32회 한국방송대상 탤런트상 - 김정은
- 2005년 SBS 상반기 작품상 및 특별상 시상식 특별상 - 김은숙, 강은정
- 2005년 제32회 한국방송대상 드라마부문 우수작품상

## 참고 사항
- 당초 <귀여운 여인>이란 제목을 통해 방영할 계획으로 제작사 측이 리처드 기어, 줄리아 로버츠 주연의 동명 영화 판권을 구입하려 했으나, 미국 영화사측이 원래보다 10배나 가격을 높이면서 계약은 무산됐다. 그래서 리메이크 제작을 하지않고 원점으로 다시 시작해 진행된 작품이라 전혀 다른 작품이다. 재벌과 신데렐라가 결국 사랑을 이루면 어떤 결말을 맺을까?에 더 초점이 맞춰진게 파리의 연인이며 한드 특유의 출생의 비밀과 삼각관계가 들어가며 큰 인기를 얻었다.[1]
- 당초 배용준, 이정재, 이서진 등이 한기주, 김희선이 강태영 역 물망에 올랐으나 배용준, 이정재, 김희선은 영화 촬영, 이서진은 MBC <불새> 출연으로 고사하였다.
- 김정은은 해당 드라마에 앞서 SBS <최수종쇼> 보조 MC 물망에 올랐지만[2] 스스로 포기했으며 김정은 외에도 엄정화, 하지원, 김남주 등이 거론됐으나 모두 실패하자 최수종 단독 진행으로 꾸며갔다.
- 원래 2004년 6월 5일 시작할 예정이었지만 박신양(한기주 역)의 허리 수술로[3] 한 주 미뤄졌고 이 과정에서 <작은 아씨들>이 6월 6일 2회 연속(12~13회) 편성되기도 했다.
- 지나친 간접광고[4] 때문에 비난을 받았다.
- 엔딩 논란에도 불구하고 최종 20회에서 시청률(닐슨미디어리서치 조사) 57.6%(TNS는 56.3%)를 기록했다.[5]
- 1994년 방영된 엠비씨의 토종 원조 허영 충천 자극 신데렐라 드라마 사랑을 그대품안에 아류작 파생상품으로 일부 사람들의 정신건강을 얼마나 심각하게 훼손시키고 비현실적 세계로 이끄는 등 얼마나 심각한 후유증을 남겼던지 웃기게도 2004년 9월 4일자사 프로그램인 서울방송 그것이 알고 싶다에서 후속 치료용 방송인 <우리 시대, 신데렐라는 있는가?>를 통해 우리 사회 일부 정신 나간 사람들에게 있는 심각한 정신질환 (경제적 능력을 갖춘 이성과의 결혼을 통해 인생을 거저먹으려 하고 자신의 경제적 욕망을 충족해 주기에는 부족한 이성을 상대로 혐오감을 드러내는 몰지각한 일부인간들의 정신 질환) 을 해부하고 정신차리게 해주었다. 한마디로 파리의 연인이 바람 넣어주고 그것이 알고 싶다가 바람빼주고..

sbs에서 재탕한 <사랑을 그 대 품안에> 낮은 드라마 시즌2
- 여성을 남성의 경제력이나 외관에 의해 의식을 지배당하게 되는 주인공 캐릭터로 설정한 것이야말로 전근대적 성차별적 소재라고 하지 아니 할 수 없다.